# Municipio de Plano
El municipio de Plano (en inglés: Plano Township) es un municipio ubicado en el condado de Hanson en el estado estadounidense de Dakota del Sur. En el año 2010 tenía una población de 101 habitantes y una densidad poblacional de 1,06 personas por km².

## Geografía
El municipio de Plano se encuentra ubicado en las coordenadas 43°48′21″N 97°54′30″O / 43.80583, -97.90833. Según la Oficina del Censo de los Estados Unidos, el municipio tiene una superficie total de 95.36 km², de la cual 95,36 km² corresponden a tierra firme y (0 %) 0 km² es agua.

## Demografía
Según el censo de 2010, había 101 personas residiendo en el municipio de Plano. La densidad de población era de 1,06 hab./km². De los 101 habitantes, el municipio de Plano estaba compuesto por el 99,01 % blancos, el 0,99 % eran de otras razas. Del total de la población el 0,99 % eran hispanos o latinos de cualquier raza.